# 柴田時江
柴田 時江（しばた ときえ、1969年4月19日 - ）は、東京都出身の女優。
10代の頃にアイドル女優としてデビュー。初期の頃はオーソドックスな清純派アイドル女優だったが、90年代の半ばから二時間もの、更に2000年代にはVシネマにも出演した。父親は山本昌平。

## 主な出演作品

### テレビドラマ
- 1984年
  - 超電子バイオマン 人造人間ミキ役
  - 宇宙刑事シャイダー 38話ゲスト 早見聖のファン役
- 1985年
  - ヤヌスの鏡 南田アオイ役
  - 電撃戦隊チェンジマン ナナ役
  - サーティーン・ボーイ
  - 刑事物語'85ゲスト出演
- 1986年
  - 花嫁衣裳は誰が着る
  - スケバン刑事II 少女鉄仮面伝説 伊集院要役
- 1987年
  - 光戦隊マスクマン エリー役
- 1988年
  - 1・2・3と4・5・ロク カズエ役
- 1989年
  - 新・1・2・3と4・5・ロク カズエ役
- 1990年
  - 特警ウインスペクター　8話ゲスト 大曲マリ子役
- 1993年
  - 特捜ロボジャンパーソン　24話ゲスト 名前のない女役(白石なつみ名義)
- 2001年
  - はるちゃん5

### その他テレビ
- 英語にチャレンジ （NHK教育テレビジョン）-デビュー作
- サントリーレディースオープンゴルフ2000 プロもビックリ!豪打珍打大爆発（2000年6月17日） （フジテレビ）
- サントリーレディスアマプロトーナメント 爆笑珍プレー続出▽芸能界美女ナイスプレー集（2001年6月9日） （フジテレビ）

### 映画
- それでもヤクザはやってくる-監督：高瀬將嗣（2007年）

### Vシネマ
- 高校教師 恥辱の洗礼 飯田佳代子役、監督-松谷卓哉、メーカー-ENGEL（2001年7月27日発売）
- 誇り高き野望 1～5話（2005年）
- 代紋の墓場8（2016年）
- 裏門釈放1,2（2017年）
- 極道の門 第六部・第七部（2020年）

### ネットドラマ
- ヤクザ23区 杉並区編・高円寺ぶるうす 蛇の目傘の女（2006年）

### 書籍
- スーパービジュアルスペシャル電撃戦隊チェンジマン写真集-徳間書店（1985年）
- ファンタスティックコレクションＮｏ.５４電撃戦隊チェンジマン-インタビュー、 朝日ソノラマ（1986年）
- ケイブンシャの大百科221電撃戦隊チェンジマン大百科- 勁文社 （1986年）
- スーパービジュアルスペシャル⑫「特撮アイドル」- 徳間書店 （1990年）

### 舞台
- 劇団若獅子 「王将 ‐坂田三吉の生涯‐三幕」（2009年）
- ＳＤオールスター大感謝祭弐 第１０期井保ゼミ 「カラフルアパートメント～メゾンホワイトの場合～」-演劇制作体V-NET柴崎道場（東京）（2010年12月16日～19日）
- 劇団若獅子陽春公演「一本刀土俵入二幕五場」-浅草公会堂（東京）ほか（2011年4月9日～24日）
- 演劇制作体Ｖ－ＮＥＴ10周年記念公演「ＧＫ最強リーグ戦２０１１・かいごのご」-ＴＡＣＣＳ１１７９（東京） （2011年5月25日～30日）
- ラビット番長公演ハーフタイムシアター 「かいごのご」「ぼくとおおかみ」 -シアターグリーンBASE THEATER（東京） （2012年2月10日～14日）
- はーとふる・はんど第11回公演 第一部「こんにちは赤ちゃん」、第二部「手話ダンスと手話うたのショータイム」-三越劇場（東京） （2012年5月3日、4日）
- 劇団若獅子結成25周年記念公演Ⅱ『無法松の一生』『殺陣 三番叟』-杉田劇場（神奈川）、三越劇場（東京）、名古屋市南文化小劇場（愛知）、プラザおおるり（静岡）、北野田フェスティバル（大阪）、ドーンセンター（大阪）、扶桑文化会館（愛知） （2012年10月30日～11月14日）
- ラビット番長公演「ギンノキヲク２」-シアターグリーンBASE THEATER（東京） （2013年2月14日～18日）
- はーとふる・はんど公演「ボクのジイちゃん」-三越劇場（東京） （2013年3月30日、31日）
- 劇団若獅子「大菩薩峠」-杉田劇場（神奈川）、国立劇場（東京）、北野田フェスティバル（大阪）、国立文楽劇場（大阪）、名鉄ホール（愛知） （2013年6月）
- 「藤あや子特別公演-滝の白糸」-中日劇場（愛知）（2013年8月2日～8月24日）
- 劇団若獅子「よろずや平四郎活人剣」-三越劇場（東京） （2013年10月31日～11月6日）
- 劇団子供の中の子供 「血の婚礼」-スクエア荏原・ひらつかホール（東京）（2013年11月16日、17日）
- 劇団カンタービレ新春公演 「十文字鶴子奮戦記"2014～二回目の初恋～」-ウッディシアター中目黒（東京）（2014年1月24日～29日）
- ラビット番長公演 「天召し～テンメシ～」-池袋シアターグリーンBASE THEATER（東京）（2014年2月6日～10日）
- は～とふるはんど　第13回公演「赤い糸、みぃつけた。」-三越劇場（東京） （2014年2月22日、23日）
- ラビット番長公演「白魔来る-ハクマキタル-」-シアターグリーンBASE THEATER（東京） （2015年3月5日～9日）
- 「爆弾と3億とオヤジの純情」-シアターグリーンBASE THEATER（東京） （2015年6月17日～21日）
- ラビット番長公演「ギンノキヲク FINAL」-豊島区立 南大塚ホール（東京） （2015年9月11日～13日）
- ラビット番長公演「天召し-テンメシ-」-シアターグリーン BOXinBOX THEATER（東京） （2016年9月15日～19日）
- 「アベンジ502号室」 -下北沢 小劇場「楽園」（東京） （2016年12月14日～18日）
- 演劇制作体V-NET「GK最強リーグ戦２０１７」 -TACCS1179（俳協ホール）（東京） （2017年5月17日～21日）
- 「ふるあめりかに袖はぬらさじ」 - 明治座（東京） （2017年7月7日～8月6日）（2019年11月3日～11月27日）
- ウ学級童話劇 第20回公演 ｢スモモもモモもモモタロウ｣-大田区消費者生活センター（東京）（2018年2月3日）
- ウ学級童話劇 第21回公演｢スモモもモモもモモタロウ 鬼ヶ島だよ 全員集合!｣-大田区西蒲田児童館（東京）（2018年7月6日）
- ウ学級童話劇 第22回公演｢スモモもモモもモモタロウ 鬼ヶ島だよ 全員集合!｣-大田区消費者生活センター（東京）（2018年7月7日）
- ウ学級童話劇 第23回公演｢チルチルミチルとアオイトリ｣-北蒲広場（東京）（2018年8月26日）
- ラビット番長公演「ギンノキヲク 福祉フェスVer.」-あうるすぽっと（東京） （2018年9月28日～30日）
- ラビット番長 第4一回公演「コマギレ」-シアターグリーンBASE THEATER（東京） （2019年2月28日～3月4日）
- 劇団モンキーチョップ×LEVELSコラボ公演 「塚子 THE FINAL」-アトリエファンファーレ東池袋（東京）（2019年8月27日～9月1日）
- 劇団シアターザロケッツ 第九回舞台公演「佐山家シンフォニア」-六行会ホール（東京） （2019年12月12日～15日）
- team Genius bibi 8th ACT「ハリトイト」-下北沢Geki地下Liberty（東京） （2020年1月23日～26日）
- ラビット番長公演「成り果て」-紀伊国屋ホール（東京） （2020年2月7日～9日）
- 【公演中止】劇団時間制作第二十三回本公演「断・捨・離」三部作-シアター風姿花伝（東京） （2021年2月1日～2月28日公演予定だったが新型コロナウイルスの感染拡大の為全公演中止）
- 江古田のガールズ 12周年記念公演「12人の怒れる女」-下北沢「劇」小劇場（東京） （2021年3月31日～4月4日）
- 劇団時間制作プロデュース公演　舞台「ヒミズ」-Mixalive TOKYO 「Theater Mixa」（東京） （2021年9月18日～26日）
- 「九識のスプリント〜いざ、駆ける瞬間〜」-江戸川区総合文化センター（東京） （2021年10月27日～11月3日）
- 朗読劇　としま区×家族草子「思い出バトン」「手のひらが覚えてる」-としま区民センター（東京） （2021年11月8日、9日）
- 家族草子×劇団まんまるコラボ公演in徳島　「いちばん新しい思い出」「桜散らず」-ときわホール（徳島） （2021年12月3日）
- teamキーチェーン10周年記念公演　「朝ぼらけ」-吉祥寺シアター（東京） （2022年1月7日～10日）
- 【公演中止】ラビット番長公演「闇の中」-シアターグリーンBASE THEATER（東京）-（2022年2月24日～28日公演予定だったが公演関係者の新型コロナウイルス感染症の陽性反応が確認され全公演中止）
- ユーキース シアターリーディング 朗読劇「手紙」「家族のはなし」「タスケテノカタチ＠キミヘ」-base KOM（東京）（2022年3月20日、21日）
- 劇団モンキーチョップ公演 「塚子さんの帰還」-下北沢スターダスト（東京）（2022年7月14日～18日）
- WITHYOU公演 「バハラナ　愛しのフィリピーナ」-テアトルBONBON（東京）（2022年8月31日～9月4日）
- ラビット番長公演 「コマギレ」-池袋シアターグリーンBASE THEATER（東京）（2022年9月22日～25日）-池袋演劇祭 豊島区制施行90周年記念特別賞受賞
- 劇団シアターザロケッツ「エスパーの卒業式」-六行会ホール（東京） （2022年10月19日～23日）
- WITHYOU「バハラナ2～麗しのフィリピーナ～」-新宿シアターモリエール（東京） （2023年6月28日～7月2日、フィリピンパブのママ役）予定

### CM
- サンガリア
- ローソン

### ナレーション
- 秀蓮氣功・舛友秀治の奇跡-DVD作品（2009年）

### 吹き替え
- ER緊急救命室シーズンXII #19（ファティマ〈エリカ・アレクサンダー〉）